# Pabbay (Barra)
Pabbay (en gaèlic escocès: Pabaigh) és una de les Illes de Barra, al sud de les Hèbrides Exteriors, a Escòcia. El nom procedeix de l'antic nòrdic: papa øi, que significa 'illa del capellà'. Ocupant una superfície de 250 ha, l'illa roman deshabitada des de principis del segle xix. L'alçada màxima que assoleix un turó de l'illa són 171 msnm.
La National Trust for Scotland és la propietària legal de Pabbay des de l'any 2000. Pabbay alberga una població al voltant de 100 ovelles, i, a l'estiu, nombrosos ocells que nidifiquen a l'illa.
L'illa va albergar una ermita cèltica. Alguns jaciments de l'edat de ferro poden observar-se també a Pabbay.